# Lista parziale delle specie trovate a Maotianshan
Segue una lista delle specie faunistiche trovate nei depositi di Maotianshan

## Phylum Arthropoda
81 specie, esclusi Nektaspida e Trilobita
- Acanthomeridion serratum
- Alalcomenaeus
- Almenia spinosa
- Apiocephalus elegans
- Branchiocaris yunnanensis
- Canadaspis laevigata
- Chengjiangocaris longiformis
- Chuandianella ovata
- Cindarella eucalla
- Clypecaris pteroidea
- Combinivalvula chengjiangensis
- Comptaluta inflata
- Comptaluta leshanensis
- Cyathocepalus bispinosus
- Dianchia mirabilis
- Diplopyge
  - D. forcipatus
  - D. minutus
- Dongshanocaris foliiformis
- Ercaia minuscula
- Ercaicunia multinodosa
- Forfexicaris valida
- Forticeps foliosa
- Fuxianhuia protensa
- Glossocaris occulatus
- Haikoucaris ercaiensis
- Isoxys
  - I. auritus
  - I. curvirostratus
  - I. paradoxus
- Jianfengia|Jianfengia multisegmentalis
- Jianshania furcatus
- Jiucunella paulula
- Kuamaia
  - K. lata
  - K. muricata
- Kuanyangia pustulosa
- Kunmingella
  - K. angustacostata
  - K. douvillei
  - K. guanshanensis
- Kunmingocaris bispinosus
- Kunyangella cheni
- Leanchoilia
  - L. asiatica
  - L. illecebrosa
- Liangshanella liangshenensis
- Mafangia subscalaria
- Mafangocaris multinodus
- Malongella bituerculata
- Occacaris oviformis
- Odaraia eurypetala
- Ovalicephalis mirabilis
- Panlongia
  - P. spinosa
  - P. tetranudosa
- Parakunmingella malongensis
- Parapaleomerus sinensis
- Pectocaris spatiosa
- Pisinnocaris subconigera
- Primicaris larvaformis
- Pseudoiulia cambriensis
- Pterotum triacanthus
- Pygmaclypeatus daiensis
- Rectifacies abnormalis
- Rhombicalvaria acanthi
- Saperion glumaceum
- Sidneyia sinica
- Sinoburius lunaris
- Skioldia aldna
- Spinokunmingella typica
- Sunella grandis
- Squamacula clypeata
- Synophalos xynos
- Syrrhaptis intes
- Tanglangia caudata
- Trigoides aclis
- Tsunyiella daindongensis
- Tuzoia sinensis (a phyllocarid)
- Urokodia aequalis
- Waptia
- Wutingella binodosa
- Xandarella spectaculum
- Yiliangocaris ellipticus
- Yohoia tenuis
- Yunnanocaris megista
- Zhenghecaris shankouensis

### Classe Nektaspida
- Misszhouia longicaudata
- Naraoia spinosa

### Classe Trilobita
6 specie
- Eoredlichia intermedia
- Kuanyangia pustulosa
- Palaeolenus lantenoisi
- Tsunyidiscus aclis
- Wutingaspis tingi
- Yunnanocephalus yunnanensis

## Phylum Brachiopoda
5 specie
- Diandongia pista
- Heliomedusa orienta
- Lingulella chengjiangensis
- Lingulellotreta malongensis
- Longtancunella chengjiangensis

## Phylum Chaetognatha
2 specie
- Eognathacantha ercainella
- Protosagitta spinosa

## Phylum Cnidaria
2 specie
- Priscapennamarina
- Xianguangia sinica

## Phylum Chordata
9 specie
- Cathaymyrus
  - C. diadexus
  - C. haikouensis
- Haikouella
  - H. jianshanensis
  - H. lanceolata
- Haikouichthys ercaicunensis
- Myllokunmingia fengjiaoa
- Shankouclava anningense (a tunicate)
- Zhongjianichthys rostratus
- Zhongxiniscus intermedius

## Phylum Ctenophora
3 specie
- Maotianoascus octonarius
- Sinoascus paillatus
- Stromatoveris psygmoglena

## Phylum Entoprocta
1 specie
- Cotyledion tylodes

## Phylum Echinodermata
2 specie
- Dianchicystis jianshanensis
- Vetulocystis catenata

## Phylum Hemichordata
2 specie
- Galeaplumosus abilus
- Yunnanozoon lividum

## Phylum Hyolitha
8 specie
- Ambrolinevitus
  - A. maximus
  - A. platypluteus
  - A. ventricosus
- Burithes yunnanensis
- Glossolithes magnus
- Linevitus
  - L. billingsi
  - L. flabellaris
  - L. opimus

## Phylum Lobopodia
11 specie
- Amplectobelua symbrachiata
- Anomalocaris saron
- Cardiodictyon catenulum
- Cucumericrus decoratus
- Diania cactiformis
- Hallucigenia fortis
- Luolishania longicruris
- Microdictyon sinicum
- Onychodictyon ferox
- Parapeytoia yunnanensis
- Paucipodia inermis

## Phylum Nematomorpha
3 specie
- Cricocosmia jinningensis
- Maotianshania cylindrica
- Palaeoscolex sinensis

## Phylum Phoronida
1 specie
- Iotuba chengjiangensis

## Phylum Porifera
15 specie
- Allantospongia mica
- Choia xiaolantianensis
- Choiaella radiata
- Hazelia
- Leptomitella
  - Leptomitella confusa
  - Leptomitella conica
  - Leptomitella metta
- Leptomitus teretiusculus
- Paraleptomitella
  - Paraleptomitella dictyodroma
  - Paraleptomitella globula
- Quadrolaminiella
  - Quadrolaminiella crassa
  - Quadrolaminiella diagonalis
- Saetaspongia densa
- Sinfoflabrum antiquum
- Triticispongia diagonata

## Phylum Priapulida
16 specie
- Acosmia maotiania
- Archotuba conoidalis
- Corynetis brevis
- Gantoucunia aspera
- Lagenula triolata
- Oligonodus specialis
- Paraselkirkia jinningensis
- Palaeopriapulites parvus
- Protopriapulites haikouensis
- Sandaokania latinodosa
- Selkirkia
  - Selkirkia elongata
  - Selkirkia sinica
- Sicyophorus rarus
- Xiaoheiqingella peculiaris
- Xishania longgiusula
- Yunnanopriapulus halteroformis

## Phylum Vetulicolia
11 specie
- Heteromorphus longicaudatus
- Vetulicola
  - Vetulicola cuneata
  - Vetulicola gantoucunensis
  - Vetulicola longbaoshanensis
  - Vetulicola rectangulata
  - Vetulicola monile
- Beidazoon venustum
- Xidazoon stephanus
- Didazoon haoae
- Pomatrum ventralis
- Yuyuanozoon magnificissimi

## Enigmatiche
28 specie
- Allonnia phrixothrix
- Amiskwia sinica
- Anthrotum robustus
- Batofasciculus ramificans
- Cambrotentacus sanwuia
- Conicula straita
- Dinomischus venustus
- Discoides abnormalis
- Eldonia eumorpha
- Facivermis yunnanicus
- Hippotrum spinatus
- Jiucunia petalina
- Maanshania crusticeps
- Macrocephalus elongates
- Miraluolishania haikouensis
- Nectocaris
- Parvulonoda dubia
- Petalilium latus (possibile mollusco o pre-cefalopode)
- Phacatrum tubifer
- Phasangula striata
- Phlogites brevis
- Phlogites longus
- Priscapennamarina angusta
- Pristitoites bifarius
- Rhipitrus calvifer
- Rotadiscus grandis
- Skania
- Wiwaxia

## Regno Protista (alghe)
- Fuxianospira gyrata
- Megaspirellus houi
- Sinocylindra yunnanensis
- Yuknessia